# Diecéze churská
Diecéze churská (latinsky: Dioecesis Curiensis) je římskokatolická diecéze ve Švýcarsku. Stejně jako ostatní švýcarské diecéze je bezprostředně podřízena Svatému stolci. Zahrnuje následující švýcarské kantony:

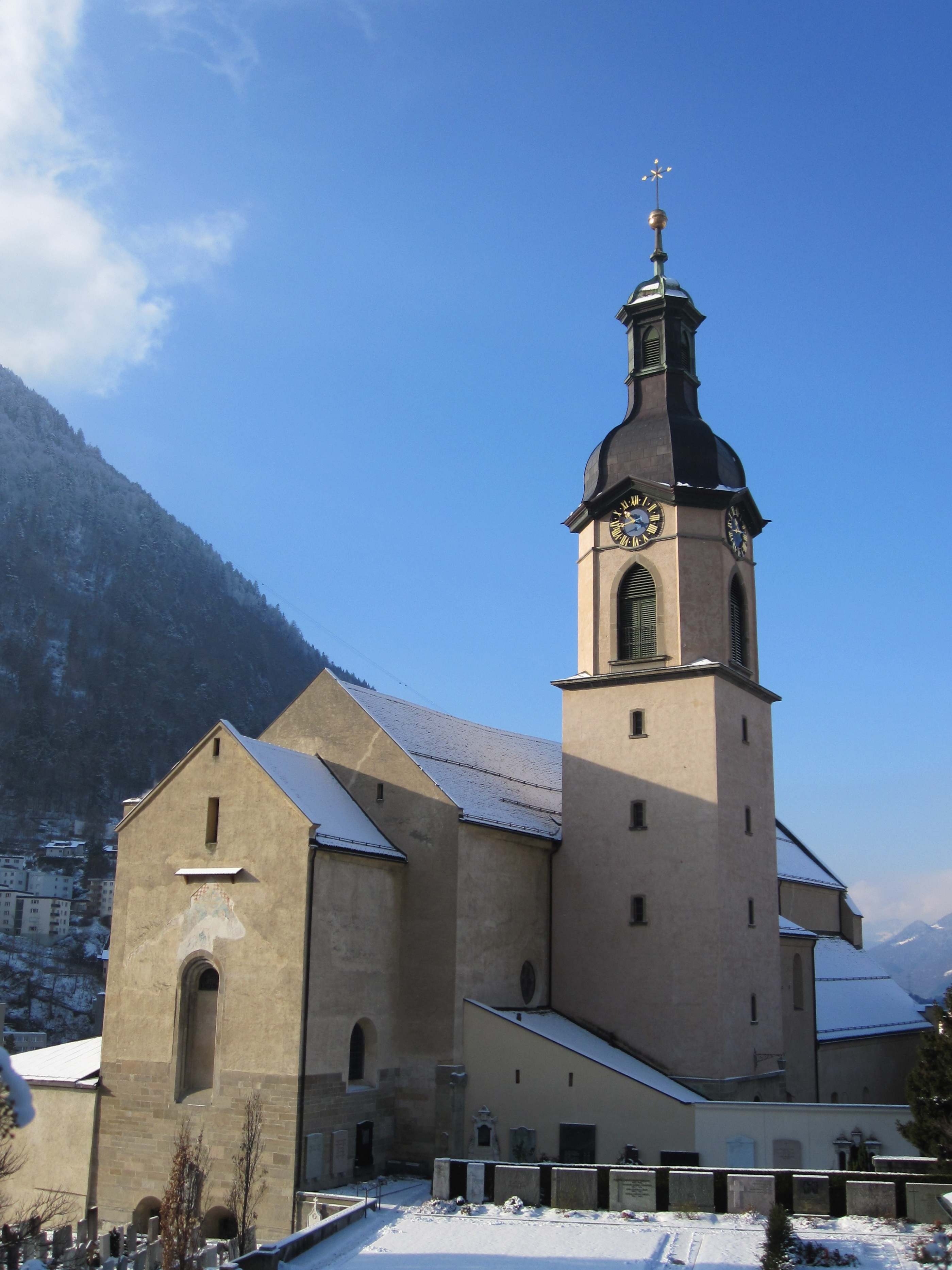
Katedrála Nanebevzetí Panny Marie v Churu

- Graubünden,
- Schwyz,
- Uri,
- Glarus,
- Obwalden,
- Nidwalden,
- Curych.